# Mașină electrică
Mașina electrică este un sistem tehnic ce transformă energia mecanică în energie electrică sau invers, dar cu modificarea anumitor parametri.
Deci există trei tipuri de mașini electrice:
- generatoare electrice: transformă energia mecanică în energie electrică;
- motoare electrice: transformă energia electrică în energie mecanică;
- transformatoare: transformă energia electrică în energie electrică (în cazul curentului alternativ), cu modificarea tensiunii sau intensității.

Primele două tipuri sunt mașini electrice rotative, iar cele de al treilea tip este mașini electrice statice.
Funcționarea mașinilor electrice se bazează pe interacțiunea dintre circuitele electromagnetice ale statorului și rotorului (în cazul celor rotative) sau ale celor două înfășurări (în cazul celor statice).

## Clasificare
| Mașini                                         | Rotative    | Rotative                                           | Statice           |
| ---------------------------------------------- | ----------- | -------------------------------------------------- | ----------------- |
| Pentru curent alternativ monofazat și trifazat | sincrone    | generator sincron motor sincron compensatori       | transformator     |
| Pentru curent alternativ monofazat și trifazat | asincrone   | motoare generator asincron compensataore           | transformator     |
| Pentru curent alternativ monofazat și trifazat | de comutare | motoare monofazate în serie convertor de frecvență | transformator     |
| Pentru curent continuu                         | de comutare | generatoare motoare compensatoare                  | chopper           |
| Pentru curent continuu și alternativ           | de comutare | motoare universale convertoare                     | redresor invertor |

## Legi fizice de bază
La baza funcționării mașinilor electrice stau următoarele legi:
- legea inducției magnetice:

{\displaystyle {\begin{cases}e(t)=-{\frac {d\Phi }{dt}}\\{\vec {E}}=l\cdot ({\vec {v}}\times {\vec {B}})\end{cases}}}
- forța lui Laplace:

{\displaystyle {\vec {F}}=l\cdot ({\vec {i}}\times {\vec {B}})}

## Reversibilitatea mașinilor electrice rotative
Mașinile electrice rotative verifică principiul reversibilității, enunțat de Heinrich Lenz în 1834, conform căruia, o aceeași mașină electrică poate funcționa atât ca motor cât și ca generator.
Trecerea de la o stare la alta se poate realiza chiar în timpul funcționării mașinii.